# Hardware

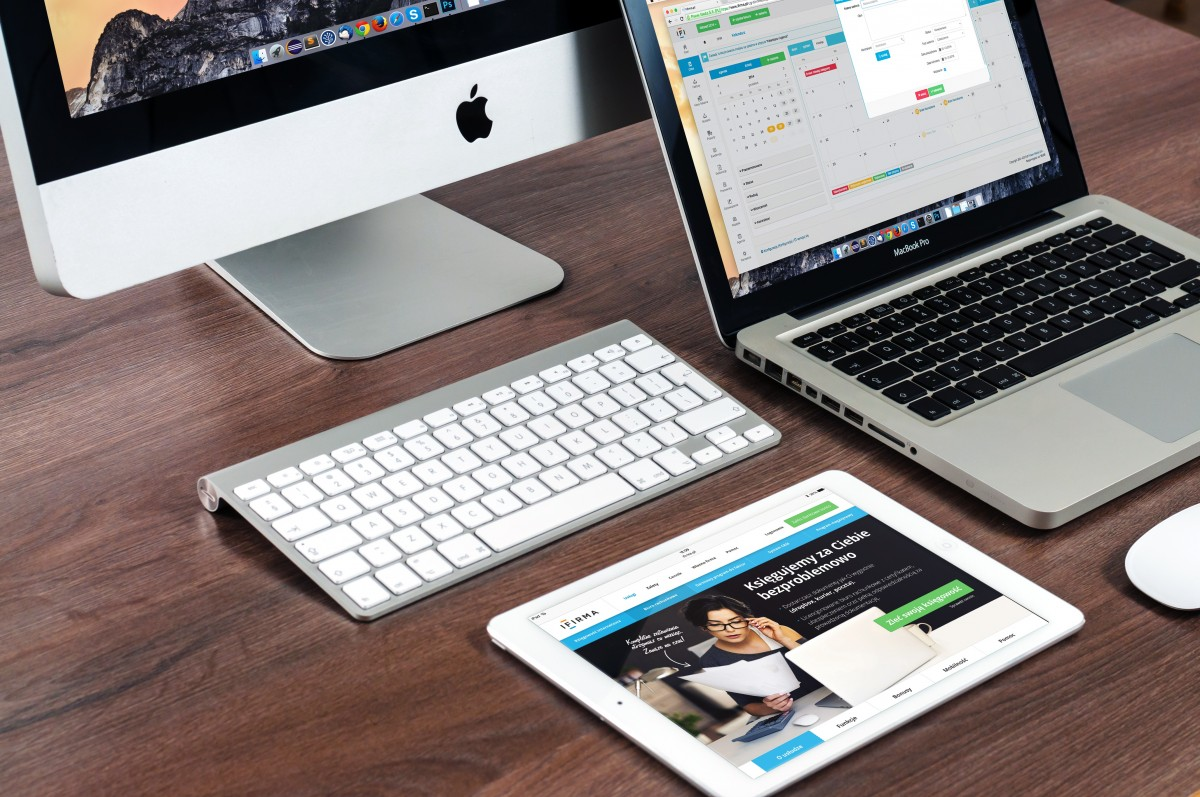
Equipamentos de computadores.

O hardware (pronúncia: 'rarduér') é um termo técnico (e anglicismo de engenharia eletrônica) que foi traduzido para a língua portuguesa como equipamento, e pode ser definido como um termo geral da língua inglesa, que se refere à parte física de computadores e outros sistemas microeletrônicos.
No âmbito eletrônico, o termo "hardware" é bastante utilizado, principalmente na área de engenharia de computação, e se aplica à unidade central de processamento, à memória e aos dispositivos de entrada e saída, bem como a todos os componentes físicos de computadores. O termo "hardware" é usado para referir-se a detalhes específicos de um dado equipamento eletrônico, incluindo-se seu projeto lógico pormenorizado, bem como a tecnologia de seus componentes.
O conceito de recursos de hardware engloba todos os dispositivos e equipamentos utilizados no processamento de informações.
O software é a parte lógica, o conjunto de instruções e dados processados pelos circuitos eletrônicos do hardware. Toda interação dos usuários de computadores modernos é realizada através do software, que é a camada colocada sobre o hardware que transforma o computador em algo útil para o ser humano.
O termo "hardware" não se refere somente aos computadores pessoais, mas também aos equipamentos embarcados em produtos que necessitam de processamento computacional, como os dispositivos encontrados em equipamentos hospitalares, aparelhos celulares (em Portugal telemóveis), ou seja, todas as mídias de dados, objetos tangíveis nos quais são registrados dados desde folhas de papel até discos magnéticos entre outros.
Alguns exemplos de hardware em sistema de informação computadorizados podem ser definidos em dois tipos:
Sistemas de computadores, que consistem em unidades de processamento central contendo microprocessadores e uma multiplicidade de dispositivos periféricos interconectados.
Periféricos de computador, dispositivos como um teclado ou mouse para entrada de comandos, um monitor de vídeo ou impressora para saída de informação e discos magnéticos ou óticos para armazenamento de recursos de dados.
Na ciência da computação, a disciplina que trata das soluções de projeto de hardware é conhecida como arquitetura de computadores.
Para fins contábeis e financeiros, o hardware é considerado um bem de capital.

## História dohardware

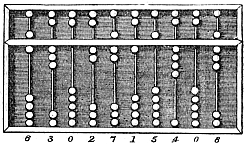
Ábaco.

A Humanidade tem utilizado dispositivos para auxiliar a computação há milênios. Pode se considerar que o ábaco, utilizado para fazer cálculos, tenha sido um dos primeiros hardwares usados pela humanidade. A partir do século XVII, surgem as primeiras calculadoras mecânicas. Em 1623, Wilhelm Schickard construiu a primeira calculadora mecânica. A Pascalina de Blaise Pascal (1642) e a calculadora de Gottfried Wilhelm von Leibniz (1670) vieram a seguir.
Em 1822, Charles Babbage apresenta sua máquina diferencial e, em 1835, descreve sua máquina analítica. Esta máquina tratava-se de um projeto de um computador programável de propósito geral, empregando cartões perfurados para entrada e uma máquina de vapor para fornecer energia. Babbage é considerado o pioneiro e pai da computação. Ada Lovelace, filha de lord Byron, traduziu e adicionou anotações ao Desenho da Máquina Analítica.

## Conexões dohardware
Uma conexão para comunicação em série é feita via um cabo ou grupo de cabos utilizados para transferir informações entre a CPU e um dispositivo externo como o mouse e o teclado, um modem, um digitalizador (scanner) e alguns tipos de impressoras. Esse tipo de conexão transfere um bit de dado de cada vez, muitas vezes lentamente. A vantagem de transmissão em série é que é mais eficaz a longas distâncias.
Uma conexão para comunicação em paralelo é feita via um cabo ou grupo de cabos utilizados para transferir informações entre a CPU e um periférico como modem externo, utilizado em conexões discadas de acesso a rede; alguns tipos de impressoras; um disco rígido externo; dentre outros. Essa conexão transfere oito bits de dado de cada vez, ainda assim hoje em dia sendo uma conexão mais lenta que as demais.
Uma conexão para comunicação USB é feita via um cabo ou um conjunto de cabos utilizados para trocar informações entre a CPU e um periférico como webcams, teclado, mouse, câmera digital, pda, mp3 player. Ou que se utilizam da conexão para armazenar dados como por exemplo um pen drive. As conexões USBs se tornaram muito populares devido ao aglomerado de dispositivos que podiam ser conectadas a ela e a utilização do padrão PnP (Plug and Play). A conexão USB também permite prover a alimentação elétrica do dispositivo conectada a ela.

## Arquiteturas de computadores
A arquitetura dos computadores pode ser definida como "as diferenças na forma de fabricação dos computadores".
Com a popularização dos computadores, houve a necessidade de um equipamento interagir com o outro, surgindo a necessidade de se criar um padrão. Em meados da década de 1980, apenas duas "arquiteturas" resistiram ao tempo e se popularizaram foram: o PC (Personal Computer ou em português Computador Pessoal), desenvolvido pela empresa IBM e Macintosh (carinhosamente chamado de Mac) desenvolvido pela empresa Apple Inc..
Como o IBM-PC se tornou a arquitetura "dominante" na época, acabou tornando-se padrão para os computadores que conhecemos hoje.

### Arquitetura fechada
A arquitetura fechada consiste em não permitir o uso da arquitetura por outras empresas, ou senão ter o controle sobre as empresas que fabricam computadores dessa arquitetura. Isso faz com que os conflitos de hardware diminuam muito, fazendo com que o computador funcione mais rápido e aumentando a qualidade do computador. No entanto, nesse tipo de arquitetura, o utilizador está restringido a escolher de entre os produtos da empresa e não pode montar o seu próprio computador.
Atualmente, a Apple não pertence exatamente a uma arquitetura fechada, mas a ambas as arquiteturas, sendo a única empresa que produz computadores que podem correr o seu sistema operacional legalmente, mas também fazendo parte do mercado de compatíveis IBM.

## Principais componentes
- Microprocessador (Intel, AMD e VIA) e seus registradores
- Disco rígido (memória de massa, não volátil, utilizada para escrita e armazenamento dos dados)
- Periféricos (impressora, scanner, webcam, etc.)
- BIOS ou EFI
- Barramento
- Memórias RAM e ROM
- Dispositivos de multimídia (som, vídeo, etc.)
- Memórias Auxiliares (hd, cdrom, floppy etc.)
- Memória cache
- Teclado
- Mouse
- Placa-Mãe
- Monitor de Vídeo
- Placa de Rede
- Impressora

## Exemplos dehardware
- Caixas de som
- Cooler
- Dissipador de calor
- CPU ou Microprocessador
- Dispositivo de armazenamento (CD/DVD/Blu-ray, Disco Rígido (HD), pendrive/cartão de memória)
- Estabilizador
- Gabinete
- Hub ou Concentrador
- Impressora
- Joystick
- Memória RAM
- Microfone
- Modem
- Monitor
- Mouse
- No-Break ou Fonte de alimentação ininterrupta
- Placa de captura
- Placa sintonizadora de TV
- Placa de som
- Placa de vídeo
- Placa-mãe
- Scanner ou Digitalizador
- Teclado
- Webcam